# Урожайне (Сахалінська область)
Урожайне (рос. Урожайное) — село у Томарінському міському окрузі Сахалінської області Російської Федерації.
Населення становить 23 особи (2013).

## Історія
З 1905 по 3 вересня 1945 року у складі губернаторства Карафуто Японії, відтак у складі Томарінського міського округу Сахалінської області.

## Населення
| 1925 | 1935 | 2002 | 2010 | 2013 |
| ---- | ---- | ---- | ---- | ---- |
| 179  | ↗581 | ↘40  | ↘17  | ↗23  |